# 三セレン化二アンチモン
三セレン化二アンチモン(Antimony triselenide)は、Sb2Se3という化学式で表される化合物である。斜方晶系結晶となる硫酸塩鉱物のセレン輝安鉱として存在する。この化合物の中のアンチモンの酸化数は+3、セレンの酸化数は-2であるが、実際は、結合はかなり共有結合性が高いため、この鉱物及び関連鉱物は黒色を呈し、半導体性を持つ。
アンチモンとセレンの反応で形成される可能性がある。